# Furkareuss
Die Furkareuss ist der Oberlauf der Reuss im Schweizer Kanton Uri. Bei Hospental vereinigt sie sich mit der kleineren Gotthardreuss und wird danach nur noch Reuss genannt.

## Geographie

### Verlauf
Die Furkareuss entspringt als Blaubergbach im Oberen Schwärziseeli oberhalb des Furkapasses.
Danach durchfliesst sie das Mittlere Schwärziseeli, stürzt steil ins Tal hinab und trifft in der Nähe der Bahnstation Furka (2163 m. ü. M.) auf die Furka-Bergstrecke und wird nun Furkareuss genannt. Nach der Einmündung des Sidelen- und des Tiefenbachs (beide von links) mündet von rechts die Witenwasserenreuss (ihr grösster Nebenfluss) ein. Im Talboden des Urserentals passiert sie die Ortschaften Realp und Zumdorf und fliesst bei Hospental mit der Gotthardreuss zusammen, um die Reuss zu bilden.
Bis hierhin hat die Furkareuss einen Weg von etwa 16 Kilometern zurückgelegt, die Gotthardreuss nur etwa neun Kilometer.
Ihr Lauf endet ungefähr 1193 Höhenmeter unterhalb ihrer Quelle, sie hat somit ein mittleres Sohlgefälle von etwa 77 ‰.

### Einzugsgebiet
Das 92,01 km² grosse Einzugsgebiet der Furkareuss liegt im Urseren und wird durch sie über die Reuss, die Aare und den Rhein zur Nordsee entwässert.
Es grenzt
- im Osten an das Einzugsgebiet der Gotthardreuss;
- im Südosten an das des Tessin (Ticino), der in den Po mündet;
- im Südwesten an das des Gerewassers, das in den Rotten (Rhone) mündet;
- im Westen an das des Muttbachs, der ebenfalls in den Rotten mündet;
- im Nordwesten an das des Rhonegletschers und
- im Norden an das der Göschenerreuss, die in die Reuss mündet.

Das Einzugsgebiet besteht zu 4,2 % aus bestockter Fläche, zu 39,1 % aus Landwirtschaftsfläche, zu 0,9 % aus Siedlungsfläche und zu 55,8 % aus unproduktiven Flächen.
Die Flächenverteilung
Die mittlere Höhe des Einzugsgebietes beträgt 2331,9 m ü. M., die minimale Höhe liegt bei 1458 m ü. M. und die maximale Höhe bei 3558 m ü. M.

### Zuflüsse
Wichtigster Zufluss ist die Witenwasserenreuss.
Zuflüsse der Furkareuss  ab 3 km Länge
| Name               | GKZ      | Lage   | Länge in km | EZG in km² | MQ in m³/s | Mündung Koordinaten                                | Mündungshöhe in m | Bemerkungen                                   |
| ------------------ | -------- | ------ | ----------- | ---------- | ---------- | -------------------------------------------------- | ----------------- | --------------------------------------------- |
| Furkakehle         | UR210673 | links0 | 000,9000    | 0001,010   |            | beim Portal Furka des Furka-Scheiteltunnels, Realp | 2137,200000       |                                               |
| Teiftal            | UR210670 | links0 | 000,7000    |            |            | nördlich der DFB-Station Furka, Realp              | 2117,600000       |                                               |
| Schwarzeggtal      | UR210687 | rechts | 001,4000    |            |            | bei Sidelenstaffel, Realp                          | 2039,000000       |                                               |
| Sidelenbach        | CH004437 | links0 | 002,6000    | 0005,270   | 0000,280   | bei Sidelenstafel, Realp                           | 2000,800000       |                                               |
| Schwärzital        | UR210686 | rechts | 001,1000    |            |            | bei Milchtätschen, Realp                           | 1999,300000       |                                               |
| Hochplanggenbach   | UR210684 | rechts | 001,4000    |            |            | bei Auf den Lägern, Realp                          | 1954,900000       |                                               |
| Tiefenbach         | CH004435 | links0 | 003,9000    | 0008,690   | 0000,440   | bei Tiefenbach, Realp                              | 1852,700000       |                                               |
| Steffentalbach     | CH004434 | rechts | 002,4000    | 0001,290   | 0001,270   | unterhalb der Steffenbachbrücke, Realp             | 1744,200000       |                                               |
| Grosstal           | UR210679 | rechts | 002,0000    |            |            | bei Alt Senntenstafel, Realp                       | 1717,900000       |                                               |
| Witenwasserenreuss | CH011106 | rechts | 007,9000    | 0030,620   | 0001,680   | beim Wasserkraftwerk Realp, Realp                  | 1574,000000       |                                               |
| Gertal             | UR210172 | rechts | 001,5000    |            |            | bei Geren, Realp                                   | 1569,100000       |                                               |
| Nätschental        | UR210768 | links0 | 001,6000    | 0001,370   |            | bei Hirmi, Realp                                   | 1560,100000       |                                               |
| Ritital            | UR210767 | links0 | 001,7000    | 0000,910   |            | bei Biel, Realp                                    | 1546,100000       |                                               |
| Hohbieltalbach     | UR210780 | rechts | 001,0000    |            |            | bei DFB-Station Realp, Realp                       | 1541,400000       |                                               |
| Stockentalbach     | UR210766 | links0 | 001,4000    |            |            | bei Eigen, Realp                                   | 1539,100000       |                                               |
| Wittalbach         | UR210779 | rechts | 001,3000    |            |            | bei Eigen, Realp                                   | 1536,400000       |                                               |
| Lochbergbach       | CH004428 | links0 | 004,8000    | 0006,180   | 0000,300   | bei Unterschachen, Realp                           | 1529,800000       |                                               |
| Endistäfelibach    | UR210796 | links0 | 001,0000    |            |            | bei Unterschachen, Realp                           | 1529,700000       |                                               |
| Feuertalbach       | UR210778 | rechts | 001,2000    |            |            | bei Diepelingen, Realp                             | 1524,800000       |                                               |
| Brandeggtal        | UR210763 | links0 | 001,2000    |            |            | bei Lieg, Realp                                    | 1521,200000       |                                               |
| Hirzeleneggtal     | UR210762 | links0 | 002,3000    | 0000,900   |            | bei Lieg, Realp                                    | 1516,800000       |                                               |
| Brunnental         | UR210761 | links0 | 001,3000    |            |            | zwischen Lieg und Steinbergen, Realp               | 1513,800000       |                                               |
| Mitschenbach       | CH210107 | rechts | 000,8000    |            |            | bei Mitschen, Realp                                | 1511,900000       |                                               |
| Mannlistal         | UR210777 | rechts | 000,9000    |            |            | bei Steinbergen, Realp                             | 1510,400000       |                                               |
| Höhenplanggental   | UR210760 | links0 | 001,2000    |            |            | bei Widen, Realp                                   | 1507,500000       |                                               |
| Wyssbach           | CH004427 | rechts | 002,7000    | 0001,940   |            | bei Schmidigen Boden, Hospental                    | 1496,300000       |                                               |
| Heutal             | UR210785 | rechts | 001,7000    |            | 0001,350   | bei Graben, Hospental                              | 1494,500000       |                                               |
| Endtal             | UR210774 | rechts | 001,4000    |            | 0000,580   | bei Graben, Hospental                              | 1494,400000       |                                               |
| Lauital Zumdorf    | UR210804 | links0 | 001,3000    |            |            | bei Zumdorf, Hospental                             | 1493,400000       |                                               |
| Chäsertal          | UR210772 | rechts | 001,3000    |            |            | bei Zumdorf, Hospental                             | 1492,600000       |                                               |
| Gandbach           | CH004426 | links0 | 003,0000    | 0003,070   |            | bei Zumdorf, Hospental                             | 1490,600000       | Alternativname: Grosstalbach                  |
| Dörflibach         | UR210773 | rechts | 000,4000    |            |            | bei Zumdorf, Hospental                             | 1489,600000       |                                               |
| Richlerentalbach   | UR210757 | links0 | 002,4000    | 0001,760   |            | bei Unter Walenboden, Hospental                    | 1470,700000       |                                               |
| Ammetsbach         | UR210771 | rechts | 001,9000    |            |            | bei Richleren, Hospental                           | 1468,200000       |                                               |
| Eselkehle          | UR210770 | rechts | 001,2000    |            |            | bei Wiler, Hospental                               | 1465,700000       |                                               |
| Furkareuss         |          |        | 015,5000    | 0092,010   | 0004,610   | bei Hospental                                      | 1446,300000       | Zusammenfluss mit der Gotthardreuss zur Reuss |

Anmerkungen zur Tabelle
1. ↑  Von der Quelle zur Mündung. Daten von Swisstopo (map.geo.admin.ch) und Geoportal Kanton Uri (geo.ur.ch)
2. ↑  Die Daten der Furkareuss zum Vergleich

## Hydrologie
Beim Zusammenfluss mit der Gotthardreuss beträgt die modellierte mittlere Abflussmenge (MQ)  der Furkareuss 4,61 m³/s. Ihr Abflussregimetyp ist a-glacio-nival und ihre Abflussvariabilität beträgt 13.

## Brücken

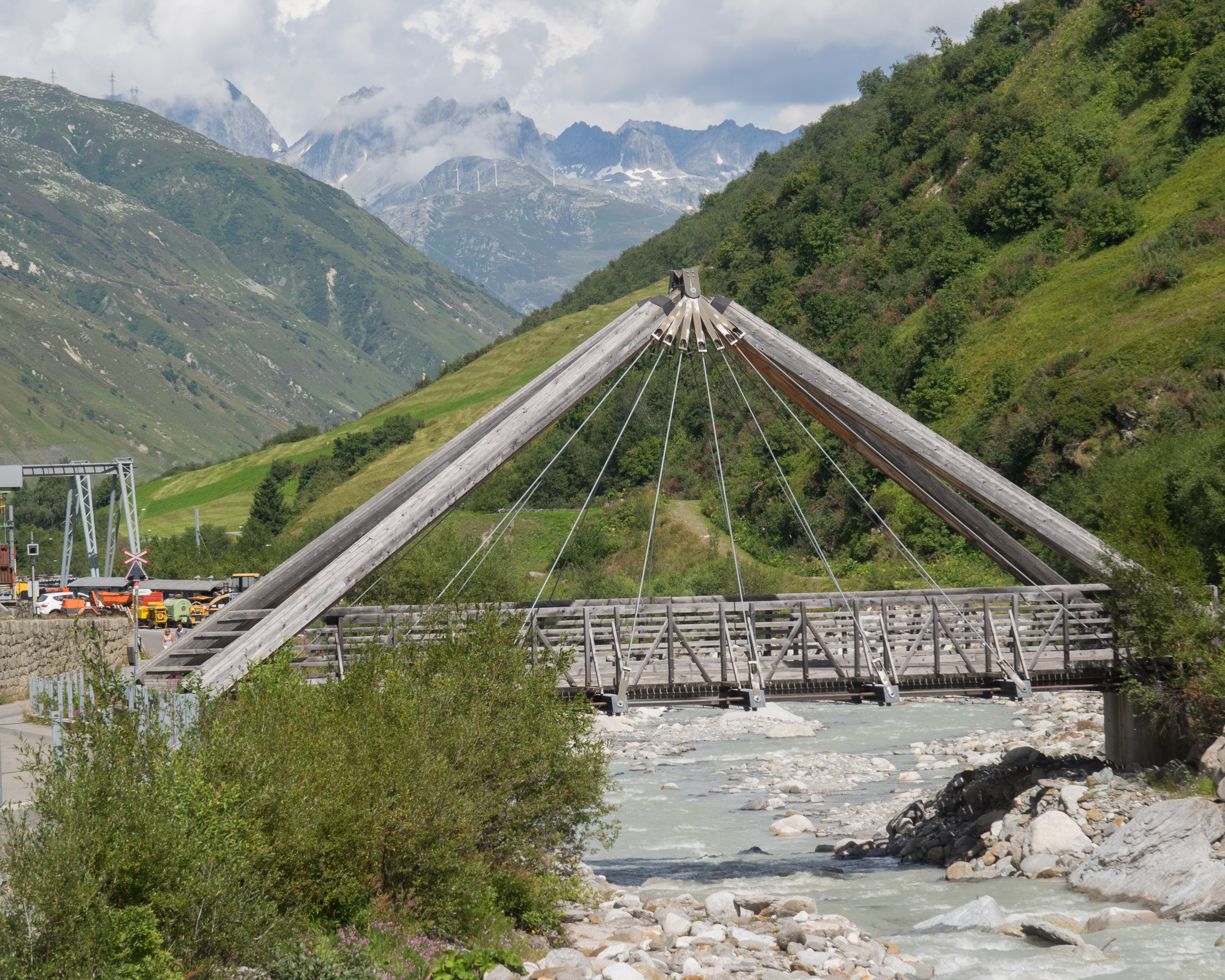
Loipen Brücke Süd Furkareuss Realp UR

Auf ihrem Weg wird die Furkareuss von 24 Brücken überspannt: Zehn Strassenbrücken, acht Fussgängerstegen und sechs Eisenbahnbrücken.
Zwei historische Steinbogenbrücken überqueren den Fluss, nämlich die Alte Furkastrasse-Brücke (gebaut 1860er Jahre) in Realp und die Tennlenbrücke (gebaut vermutlich 16.–17. Jahrhundert) in Hospental.
Erwähnenswert sind zwei markante Eisenbahnviadukte: der Steinstafelviadukt (1926) der Furka-Bergstrecke in Realp-Tiefenbach und der Richlerenviadukt (1913) der Matterhorn-Gotthard-Bahn in Hospental.